# الحرب على النساء (كتاب)
الحرب على النساء هو كتاب واقعي كتبه براين فاليه ونُشر في عام 2007. يُركز هذا الكتاب على العنف الأسري ويستكمل فيه فاليه سلسلة حواراته السابقة المرتبطة بالعنف الأسري التي ذكرها في كتبه كتاب الحياة مع بيلي وكتاب الحياة بعد بيلي. ويعتبر هذا الكتاب هو الأخير الذي كتبه فاليه قبل وفاته في يوليو 2011. كتب ستيفين لويس مقدمة الكتاب.

## ملخص
هذا الكتاب هو عمل واقعي يُركز على العنف الأسري، العلاقات المؤذية، والاستجابة القانونية الكندية للعنف الأسري. هذا الكتاب مستوحى من تجربة موزعة موسيقى الكانتري الكندية إيلي أرمور والتي تواصلت مع براين فاليه بعد سنوات من تجربتها في العيش مع العنف الأسري وقرارها النهائي بإطلاق النار على زوجها المعتدي، فيرنون إينسي. اتُهمت أرمور بالقتل ولكن تمت تبرئتها من قبل هيئة المحلفين عندما عُرضت قضيتها على المحكمة. كانت تجربة أرمور مشابهة لتجربة جين هيرشمان الذي كتب عنها فاليه في كتابه السابق الحياة مع بيلي.
يضم كتاب الحرب على النساء تجربة أرمور، هيرشمان، وناجيات آخريات من العنف الأسري. كما يربط الكتاب حالات العنف الفردية بمشاكل اجتماعية أكبر تتعلق بالنوع، الطبقة، النظام القانوني الكندي.

## وصلات خارجية
- الموقع الرسمي
- سلسلة الحرب على النساء في صندوق أرشيف براين فاليه